# Yann Tanguay
Yann Tanguay, né le 9 juillet 1979 à Saint-Ferdinand (Québec), est un acteur, réalisateur et scénariste québécois.

## Biographie
Yann Tanguay mène une carrière multidisciplinaire de metteur en scène, réalisateur, scénariste et acteur. Comme scénariste, il a coécrit entre autres, quatre saisons de Boomerang,, (TVA, 2015 à 2019), deux saisons de Marika,, (ICI Tou.tv et ICI Radio-Canada Télé, 2016 à 2019) et trois saisons de la sitcom Fée Éric, (Vrak, 2012-2014), dans laquelle il cumulait aussi les fonctions de concepteur, coach et acteur. Comme réalisateur on lui doit entre autres la série Marika (ICI Tou.tv et ICI Radio-Canada Télé, 2016 à 2019) et les deux premières saisons de l’émission Par ici la magie (ICI Radio-Canada Télé, 2014 et 2017). Comédien, on l’a vu, entre autres, sur scène dans Douze(12),, (La Petite Licorne et tournée, 2003-2004) et Trois!, (Espace Libre, 2006) et à la télévision dans Marika (ICI Tou.tv et ICI Radio-Canada Télé, 2016 à 2020) et Boomerang (TVA, 2017 à 2019).

## Filmographie
Sauf indication contraire, les informations mentionnées dans cette section peuvent être confirmées par la base de données cinématographiques IMDb,  présente dans la section « Liens externes ».

### Réalisateur
Télévision
- 2019 à 2020 : Les Mutants (saisons 1 et 2)[15]
- 2018 à 2020 : Marika (saisons 1, 2, 3 et 4)
- 2017 : Par ici la magie (saison 2)
- 2014 : Par ici la magie (saison 1)

Courts métrages
- 2013 : À part égale (production Mise au jeu)
- 2011 : À l’écoute (production Mise au jeu)

### Scénariste
Télévision
- 2015 à 2019 : Boomerang (saisons 2, 3, 4 et 5)
- 2017 à 2019 : Marika (saisons 1 et 2)
- 2015 : Subito texto (saison 4)
- 2011 à 2013 : Fée Éric (saisons 1-3)

### Conseiller à la scénarisation
Télévision
- 2017 à 2020 : Marika (saisons 1, 2, 3 et 4)

### Acteur
Télévision
- 2017 à 2020 : Marika : Hubert
- 2017 à 2019 : Boomerang : Petite voix
- 2017 : Enquêteurs : Shawn Denver
- 2015 : Dans ma tête : Gars du macaroni
- 2012 à 2014 : Fée Éric : Frisé, François
- 2007 à 2010 : Dieu Merci ! : comédien maison, répétiteur
- 2009 : Le Club des doigts croisés : Xavier Faille
- 2007 : Maudits Fous : Émile Nelligan

Courts métrages
- 2007 : Étechelle de Delphine Bienvenu réalisé par François Bégin : Edgar Loizeau
- 2007 : Sucré amer de Guillaume Chouinard réalisé par François Bégin : Maurice

## Théâtre
- 2006 : Trois ! (Espace Libre, production Théâtre du Désordre) : Jeune homme
- 2003 à 2004 : Douze (12) : (La Petite Licorne, production Théâtre du Désordre) : Monsieur et Wilmat

## Distinctions
Nominations
- 2019 : Prix Gémeaux du meilleur texte : comédie (Boomerang)
- 2019 : Prix Gémeaux de la meilleure réalisation pour une émission ou série produite pour les médias numériques : jeunesse (Marika)